# Opowieść o prawdziwym człowieku (powieść)
Opowieść o prawdziwym człowieku (ros. Повесть о настоящем человеке) – powieść Borysa Polewoja z 1946, opowiadająca, w sposób zbeletryzowany, losy radzieckiego lotnika Aleksieja Mariesjewa. 
W 1948 powieść została zekranizowana przez Aleksandra Stołpera. W tym samym roku Siergiej Prokofjew skomponował operę Opowieść o prawdziwym człowieku (op. 117); autorami libretta opartego na powieści Polewoja byli kompozytor i Mira Mendelson.